# Linie Blaschki
Linie Blaschki (ang. Blaschko's lines) – określone na podstawie obserwacji klinicznych szlaki migracji komórek wytwarzających melaninę. Ich przebieg u zdrowych ludzi jest niewidoczny. Częściowo możliwy do określenia staje się w niektórych wrodzonych chorobach skóry - zmiany skórne w tych dermatozach układają się wówczas w pasma w ich przebiegu. Do chorób tych należą: zespół Blocha-Sulzbergera (incontinentia pigmenti), hipomelanoza Ito (hypomelanosis Ito), niektóre znamiona naskórkowe oraz postać linijna kończyn twardziny ograniczonej. Pierwszym, który zauważył nieprzypadkowy przebieg wrodzonych zmian skórnych i określił hipotetyczny przebieg linii był niemiecki dermatolog Alfred Blaschko na początku XX wieku.